# 切爾卡斯·穆罕默德帕夏
切爾卡斯·穆罕默德·帕夏（土耳其語：Çerkes Mehmet Paşa；？—1625年1月28日），北高加索切爾克斯人出身的奧斯曼帝國政治家。
他最初在伊斯坦布爾一所宫廷學校受教育，後出任蘇丹的軍械員和侍衛，後在1624-25年出任大維齊爾。
1625年1月28日病死於托卡特。